# Zdeněk Majzner
Zdeněk Majzner (* 31. ledna 1932) je český akademický malíř, grafik a ilustrátor (především cestopisů a dobrodružné literatury). Je absolventem Akademie výtvarných umění v Praze.

## Z knižních ilustrací
- Konstantin Badigin: Trosečníci na Grumantu (1967).
- James Cook: Cesta kolem světa (1978).
- James Fenimore Cooper: Lodivod (1973).
- Arkady Fiedler: Malý Bizon (1959).
- Václav Horyna: Hubertova brána (1979).
- Ivan Antonovič Jefremov: Cesta větrů (1961).
- Béla Illés: Země vykoupená (1956).
- Astrid Lindgrenová: Kalle Blomkvist zasahuje (1964).
- Jack London: Bílý den (1958).
- Nikolaj Nikolajevič Miklucho-Maklaj: Deníky z ostrova lidojedů (1974).
- Alan Moorehead: Modrý Nil (1972).
- Jaroslav Moravec: Zrazený tomahavk (1971).
- Mirko Pašek: Karneval v Maroku (1979).
- Skleněné město (1985).
- Henry Morton Stanley: Jak jsem našel Livingstona (1972).
- John Steinbeck: Perla (1958).
- Robert Louis Stevenson: Do jižních moří (1973).
- Jaromír Tomeček: Pod perutí orla (1977).